# PIN-код

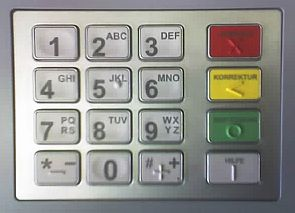
Цифрова клавіатура банкомату для введення PIN-коду

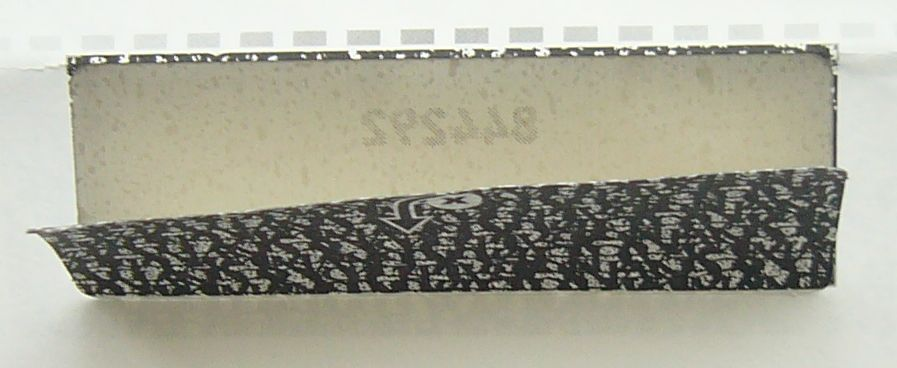
Частина конверту, що супроводжує нову банківську пластикову картку з надрукованим кодом. Зерниста текстура унеможливлює просвічування конверту.

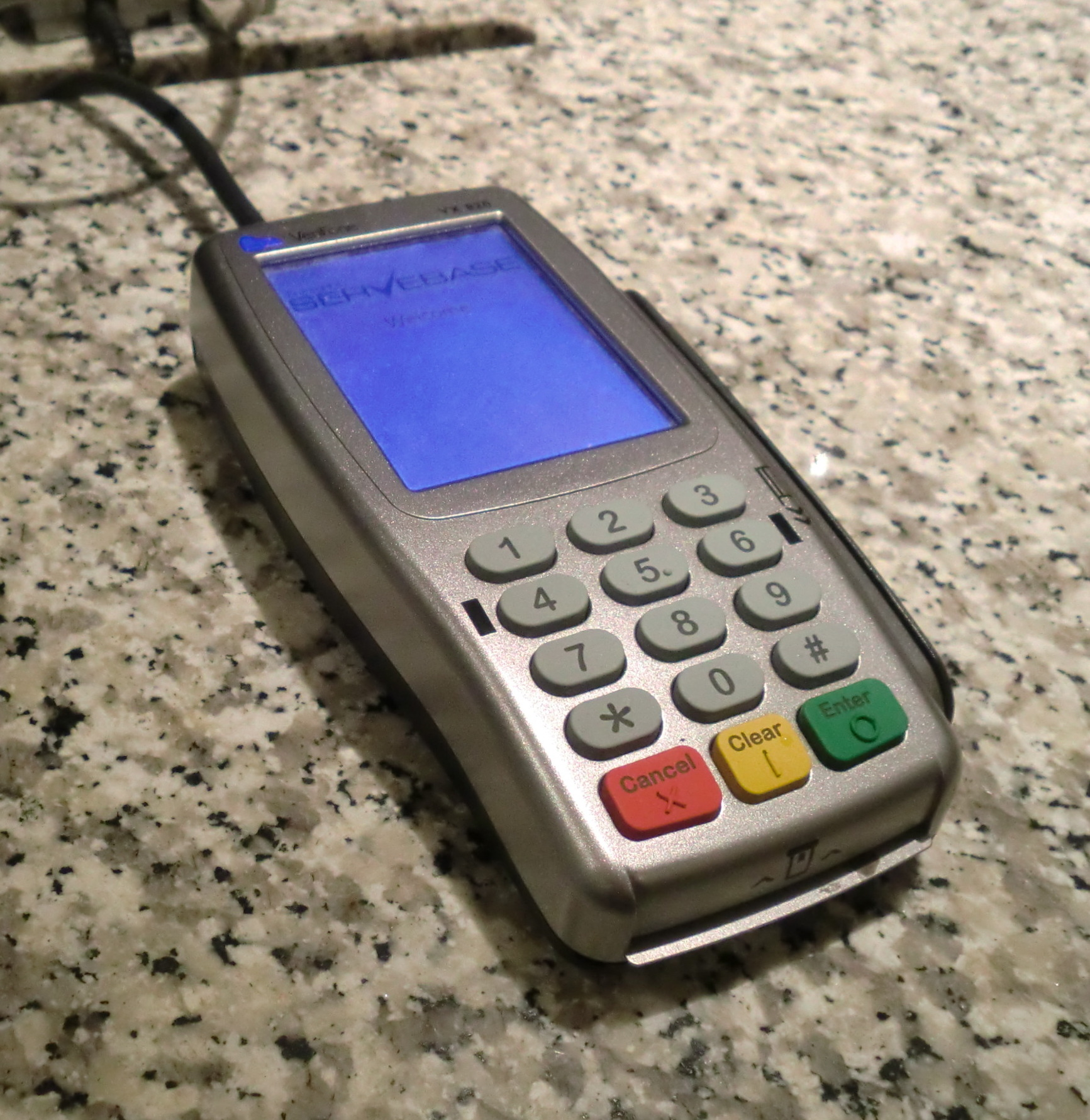
Використовуючи термінал для оплати кредитною карткою, власник банківської картки вставляє свою кредитну картку та вводить свій PIN-код на клавіатурі

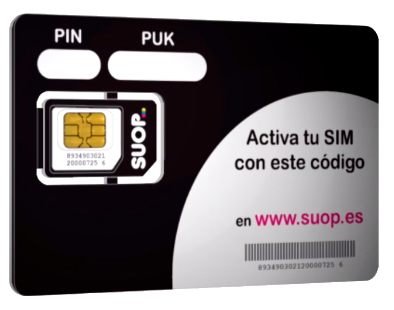
SIM-карта мобільного оператора із місцем для зазначення початкового PIN-коду (який можна змінити), та PUK-кодом (який неможливо змінити)

PIN-код (англ. Personal Identification Number – персональний ідентифікаційний номер) — аналог до паролю, але цей код складається тільки з цифр. Часто використовується там, де використання повноцінної клавіатури технічно ускладнене або недоречне. Те, що PIN-код не має інших символів крім цифр, робить його простішим. Щоб ускладнити або й унеможливити процес його підбирання, обмежують кількість спроб вводу або збільшують інтервал очікування між хибними спробами.
Відомими прикладами використання є операції авторизації, власників пластикових карток у терміналі або банкоматі, авторизація при операціях з SIM-карткою тощо. Часто, у шифруванні, PIN-код може використовуватись як таємний код цифрового підпису.

## Банківські картки
PIN-код (персональний ідентифікаційний номер) зазвичай являє собою чотиризначне число та фактично є паролем утримувача картки, його електронним підписом. 
PIN-код автоматично формується програмою персоналізації карток, а далі роздруковується на поверхні паперу всередині запечатаного конверта, який видається власнику картки. Дізнатися PIN-код може лише людина, яка відкрила конверт. Зазвичай PIN-код необхідний для ідентифікації законного утримувача картки, при отриманні грошей готівкою з банкоматів, при оплаті рахунків, при здійсненні покупок у магазині. Краще за все запам'ятати свій PIN-код. Ні в якому разі не варто записувати його на картці чи повідомляти його будь-кому. Якщо власник банківської картки забув PIN-код своєї картки, необхідно звернутися до відповідного банку для його відновлення.

## Мобільні телефони
З початку введення в обіг SIM-карток у мобільних пристроях PIN-код широко почав використовуватись як ключ до активації картки. Використання саме PIN-коду, а не паролю, як і з банківськими картками, було зумовлене наявністю лише цифрової клавіатури у перших моделях телефонів або банкоматів, повноцінна клавіатура, або клавіатура T9 з'явилися пізніше. Окрім основного PIN-коду, у мобільних телефонах для розблокування втраченого або забутого PIN-коду необхідно ввести так званий PUK-код (пак-код). Деякі моделі карток мають PIN-1 та PIN-2 коди, для розблокування яких відповідно використовуються PUK-1 та PUK-2 коди. Оскільки PIN-код є цифровим, його кількість комбінацій є досить обмеженою, тому, для карток мобільних телефонів введення PIN-коду обмежене до трьох спроб, та PUK-коду до десятьох спроб. У свою чергу, при втраті PUK-коду (який друкується на оригінальній упаковці SIM-карток) його відновленню сприяє мобільний оператор, повідомляючи його абоненту при підтвердженні факту володіння SIM-картою. Також, як додатковий захист, у багатьох моделях телефонів існує можливість використовуючи код телефону, прив'язуючи телефон до роботи тільки з певним екземпляром SIM-картки.

### Повернення мобільного телефону
Досить часто власники мобільних телефонів не захищають телефон PIN-кодом, оскільки при його втраті, новий "власник" картку з нього може просто викинути. Таку мотивацію можна пояснити ще й тим, що, при знаходженні мобільного пристрою добропорядною людиною, зберігається шанс повернення телефону. Тобто, на знайдений телефон цілком можливо перетелефонувати і домовитися про його повернення.
Мобільні оператори ведуть журнали для фіксування здійснених вхідних і вихідних дзвінків, текстових повідомлень, також факти знаходження телефону в межах роумінгу базової станції. Телефон, який дав себе увімкнути, реєструється базовою станцією, що дає певні можливості визначення місцезнаходження нового власника телефону. Це також є частою причиною не залишати телефон заблокованим.

## Цікаві факти
Починаючи з 2006 року, в мережі Internet з'явилась інформація, що коли PIN-код картки ввести в зворотньому порядку, банк видасть купюри, але затисне їх при видачі, симулюючи збій в роботі та непомітно викличе поліцію.
Така ідея мала місце і була запатентована Джозефом Зінгером (англ. Joseph Zingher) в 1998 році.
Але як стверджують спеціалісти, подібний метод — неефективний з декількох причин:
- через помилкові виклики поліції і неможливість оперативно зреагувати і прибути до банкомату вчасно;
- банкомати розраховані на видачу і функції «затиску» грошей у них немає;
- в критичній ситуації людині складно вибудувати свій пін-код у зворотному порядку;
- існують комбінації, які залишаються незмінними при переміщенні цифр.

Ця ідея тричі розглядалась сенатом в США щодо впровадження, але так і не була прийнята. За рекомендацією спеціалістів, краще ввести тричі неправильний PIN, і банкомат просто забере картку, це збереже кошти на рахунку, а пластикова картка може бути відновлена у відділенні банку.